# 譚敬承
譚敬承（16世紀—1596年），湖廣都司長沙衛人，明朝軍事人物。

## 生平
譚敬承世襲武職，儀表出眾，自幼熟習經書，長成年後學習劍術和騎射，中隆慶四年（1570年）的武舉人，次年（1571年）聯捷武進士，獲授衛指揮使，陞任守備，轉為山東僉書，奉命修繕古北口邊城，賜銀二十兩。很快他得擢任鄖陽參將，七年內整頓地方，陞為貴州總兵；播州之役時參與出征，到萬曆十九年（1591年）辭官，二十四年	（1596年）去世。
譚敬承雖然出身武科，也能詩工書法，有《按劍集》、《行邊艸》、《清美堂集》流傳，在北門大街建元戎督府坊紀念他。

## 引用
1. 1 2  同治《長沙縣志·卷二十三·人物一》：譚敬承，長沙衛人，廕襲，丰標勁挺，幼習經書，長學劍術工騎射，以武進士授衛使掌篆務；陞守備，轉山東僉書，奉旨修古北口邊城，欽賜銀二十兩。旋擢鄖陽參戎，在任七年地方整飭，陞貴州總戎；播有逆萌，敬承出征，大鉞方張，播畏威歸附，辛卯歸田，丙申卒。敬承雖武科，能詩工書法，著《按劍集》、《行邊艸》、《清美堂集》，盍儒將而能名者也，北門大街建元戎督府坊。
2. ↑  同治《長沙縣志·卷二十一·選舉一》：隆慶四年庚午科（舉人） 譚敬承 聯捷進士